# Joseph Victor Bouguenon
Joseph Victor Bouguenon (geboren circa 1821) was een Surinaams politicus.
Hij was koopman en grondeigenaar. In 1866 was hij lid van de Commissie ter bepaling van de waarde van de producten waarnaar de uitgaande regten moeten worden geheven. Bij de eerste Surinaamse parlementsverkiezingen later dat jaar werd hij verkozen tot lid van de Koloniale Staten. Hij zou die functie blijven vervullen tot 1871.

## Persoonlijk leven
Joseph Victor Bouguenon huwde met Christina Charlotte Varenhorst op 21 Maart 1861 te Paramaribo. Uit dit huwelijk kwamen 5 kinderen: Francois Charles Bouguenon, (1853, -), Henri Victor Bouguenon, (1855,-), Victor Henri Bouguenon, (1858, 1906), Susanna Josephina Bouguenon, (1864, -) en Johanna Henriette Bouguenon (1865, 1886).